# Mupiesse
Der Mupiesse ist ein Berg in Osttimor. Er befindet sich im Norden der Aldeia Piron (Suco Lontas, Verwaltungsamt Lolotoe, Gemeinde Bobonaro) und hat eine Höhe von 1176 m. Nördlich verläuft die Überlandstraße aus Taroman und Suai in Richtung Ozo. Nordöstlich liegen das Dorf Piron, der Foho Leten (1173 m) und der Coes (1205 m). Südöstlich liegt das Tal des Silac und südwestlich das Tal des Latil, Nebenflüsse des Ruiketan.